# Новая Жизнь (Псковская область)
Но́вая Жизнь(Троеро́жник) — деревня в Струго-Красненском районе Псковской области России. Входит в состав сельского поселения «Марьинская волость».

## География
Находится на северо-востоке региона, в центральной части района, в лесной местности около на р. Мошня.
Уличная сеть не развита.

## История
Первое упоминание населённого пункта в этих местах относится к  1498 году, как дер. Рожник и починок Рожник Щирского погоста Шелонской пятины, а также дер. Рожник Быстреевского погоста той же пятины.
Отсюда пошло название Троерожник. В 1939 г. деревня Троерожник значится как деревня Новая Жизнь по одноимённому колхозу.
В 1941—1944 гг. деревня находилась под оккупацией войсками Гитлеровской Германии. 6 ноября 1943 г. деревня Новая Жизнь была сожжена немцами-фашистами.
С образованием Стругокрасненского района с 1927 до 1995 года деревня входила в Симанологский сельсовет, с января 1995 до января 2010 года — в Симанологскую волость. 
С 1 января 2010 года с упразднением Симанологской волости деревня входит в Марьинскую волость.

## Население
| 2001 | 2002 | 2010 | 2011 |
| ---- | ---- | ---- | ---- |
| 9    | ↗15  | ↘9   | ↗11  |

## Инфраструктура
В 1930-41 1944-50 годах действовал колхоз «Новая жизнь», в 1950-57 гг. — центр укрупнённого колхоза «Новая Жизнь», с 1957 г. — бригада Новая жизнь совхоза «Вперёд» (Ефимов, Фёдоров, 2015).
Новожизненская начальная школа (1956).

## Транспорт
Деревня доступна по автодороге регионального значения 58К-578 «Струги Красные — Зовка».